# Buda (Illinois)
Pour les articles homonymes, voir Buda.
Buda est un village du comté de Bureau dans l'Illinois, aux États-Unis,. Fondé en 1854, le village est incorporé le 5 novembre 1872

## Démographie
Lors du recensement de 2010, le village comptait une population de 538 habitants. Elle est estimée, en 2016, à 515 habitants.

## Personnalité de Buda
- Harry Trekell (en), joueur de baseball.